# Katie Moon
Kathryn Elizabeth (Katie) Moon, geboortenaam Nageotte, (Lakewood, 13 juni 1991) is een Amerikaanse atlete, gespecialiseerd in het polsstokhoogspringen. Zij is op dit atletiekonderdeel regerend olympisch en wereldkampioene. 

## Carrière

### Begin en eerste successen
Moon (toen nog Nageotte) begon op twaalfjarige leeftijd met polsstokhoogspringen. Tijdens haar middelbareschooltijd werd zij in 2009 met 3,86 m highschool-kampioene van de Divisie 1 van Ohio. Van 2010 tot en met 2013 was zij vervolgens universitair studente psychologie en mode merchandising. In het eerste jaar hiervan sprong zij 3,90, een universiteitsrecord. De jaren erna kende zij enkele sportieve dieptepunten.
In 2013 werd Moon zowel indoor- als outdoor NCAA-kampioene. Daarna beëindigde zij haar studie en werd zij professioneel atlete. Op de Amerikaanse kampioenschappen behaalde zij vervolgens een zesde plaats. In 2014 sprong zij voor het eerst over 4,50 en in 2015 veroverde zij haar eerste medailles. Op de Amerikaanse indoorkampioenschappen behaalde zij met 4,50 een bronzen plak, werd zij op de nationale baankampioenschappen met een pr-sprong van 4,55 vierde en veroverde zij op de NACAC-kampioenschappen in San José (Costa Rica) met 4,30 haar tweede bronzen medaille. Het was tot dan toe haar beste jaar. 

### Aansluiting bij wereldtop
In 2016 werd zij zesde op de Amerikaanse indoorkampioenschappen en vijfde op de olympic trials die tevens dienst deden als nationale outdoorkampioenschappen, krikte haar PR op naar 4,60 en verhuisde naar Pullman om daar te gaan trainen bij tweevoudig wereldkampioen polsstokhoogspringen Brad Walker. Het leidde al in 2017 tot een zilveren medaille op de nationale indoorkampioenschappen met een sprong over 4,65 en een verdere PR-verbetering tot 4,73.
In 2018 zette de een jaar eerder ingezette stijgende lijn zich voort en kan worden gesteld, dat zij bij het polsstokhoogspringen de aansluiting vond met de wereldtop. Ze veroverde haar eerste nationale titel op de Amerikaanse indoorkampioenschappen met 4,91. Met deze sprong kwam zij op de wereldranglijst op de vijfde plek terecht. Vervolgens werd zij vijfde op de wereldindoorkampioenschappen in Birmingham en behaalde later dat jaar eveneens goud bij de NACAC-kampioenschappen in Toronto met 4,75, een kampioenschapsrecord.
In 2019 wist Moon haar nationale indoortitel met succes te verdedigen, dit keer met een sprong over 4,81. Bij de nationale outdoorkampioenschappen werd zij opnieuw tweede, net als een jaar eerder achter Sandi Morris. Op de Pan-Amerikaanse Spelen in Lima werd ze vervolgens met 4,70 tweede achter de Cubaanse Yarisley Silva, die voor de derde achtereenvolgende maal de titel veroverde.
In 2020 waren er vanwege de wereldwijde coronapandemie nauwelijks wedstrijden. De nationale indoorkampioenschappen werden nog wel gehouden, maar zij liet de gelegenheid om voor de derde achtereenvolgende maal de titel te behalen aan zich voorbijgaan. Toch wist zij, ondanks het gebrek aan wedstrijden, in Marietta (Georgia) haar PR nog te verbeteren tot 4,92, waarmee zij zich bij de beste zes aller tijden schaardde. Aan het eind van het baanseizoen raakte zij besmet met het Covid-19 virus.

### Olympisch kampioene
In 2021, weer op de weg terug na haar eerdere Covid-19 besmetting, verbeterde Moon in mei in Marietta haar PR tot 4,93. Een poging om 5,04 te overbruggen, mislukte maar net. Het zou een nieuw indoorwereldrecord zijn geweest. Met een sprong over 4,95 werd zij daarna voor het eerst nu ook Amerikaans outdoorkampioene. Het leverde haar tevens directe kwalificatie op voor de uitgestelde Olympische Spelen in Tokio. Daar bereikte zij het hoogtepunt van haar atletiekloopbaan. Na een tot de hoogte van 4,85 gelijkopgaande strijd tussen de Amerikaanse, de Russische Anzhelika Sidorova en de Britse Holly Bradshaw, was Moon daarna de enige die 4,90 overbrugde. Het olympisch goud was daarmee voor haar.

### Wereldkampioene
In 2022 deed Moon het op de WK in Eugene nog eens dunnetjes over. Het werd in eigen huis een fascinerende strijd tussen haar en haar landgenote Sandi Morris, die haar eerder dat jaar op de WK indoor in Belgrado nog had geklopt. Dat leek in Eugene opnieuw te gaan gebeuren, want Morris was foutloos tot 4,80 gekomen, terwijl Moon inmiddels enkele foutpogingen op haar conto had staan. Op de hoogte van 4,85 was het nu echter de olympisch kampioene die deze hoogte in één keer haalde, terwijl Morris er twee keer over deed. Dit gaf de doorslag en dus ging ze er ook hier met de gouden medaille vandoor. Het brons was met 4,80 voor de Australische Nina Kennedy.

## Titels
- Olympisch kampioene polsstokhoogspringen - 2021
- Wereldkampioene polsstokhoogspringen - 2022, 2023
- NACAC-kampioene polsstokhoogspringen - 2018
- NCAA-kampioene polsstokhoogspringen - 2013
- NCAA-indoorkampioene polsstokhoogspringen - 2013
- Amerikaans kampioene polsstokhoogspringen - 2021
- Amerikaans indoorkampioene polsstokhoogspringen - 2018, 2019

## Persoonlijke records
| Onderdeel                      | Hoogte | Datum        | Plaats             |
| ------------------------------ | ------ | ------------ | ------------------ |
| polsstokhoogspringen (outdoor) | 4,95 m | 26 juni 2021 | Eugene (Oregon)    |
| polsstokhoogspringen (indoor)  | 4,94 m | 11 juni 2021 | Marietta (Georgia) |

## Palmares

### polsstokhoogspringen
- 2013:  NCAA-indoorkamp. – 4,25 m
- 2013:  NCAA-kamp. – 4,40 m
- 2013: 6e Amerikaanse kamp. – 4,40 m
- 2014: 9e Amerikaanse indoorkamp. – 4,41 m
- 2014: 9e Amerikaanse kamp. – 4,30 m
- 2015:  Amerikaanse indoorkamp. – 4,50 m
- 2015: 4e Amerikaanse kamp. – 4,55 m
- 2015:  NACAC-kamp. - 4,30 m
- 2016: 6e Amerikaanse indoorkamp. – 4,50 m
- 2016: 5e Amerikaanse kamp. – 4,60 m
- 2017:  Amerikaanse indoorkamp. – 4,65 m
- 2017: 7e Amerikaanse kamp. – 4,55 m
- 2018:  Amerikaanse indoorkamp. - 4,91 m
- 2018: 5e WK indoor - 4,70 m
- 2018:  Amerikaanse kamp. – 4,70 m
- 2018:  NACAC-kamp. - 4,75 m
- 2019:  Amerikaanse indoorkamp. - 4,81 m
- 2019:  Amerikaanse kamp. – 4,80 m
- 2019:  Pan-Amerikaanse Spelen - 4,70 m
- 2019: 7e WK - 4,70 m
- 2021:  Amerikaanse kamp. - 4,95 m
- 2021:  OS - 4,90 m
- 2022:  WK indoor - 4,75 m
- 2022:  WK - 4,85 m
- 2023:  WK - 4,90 m

Diamond League-overwinningen
- 2019:  Athletissima - 4,82 m
- 2021:  Qatar Athletic Super Grand Prix - 4,84 m
- 2021:  Herculis - 4,90 m
- 2021:  Prefontaine Classic - 4,82 m
- 2023:  Athletissima - 4,82 m

2000: Stacy Dragila ·
2004: Jelena Isinbajeva ·
2008: Jelena Isinbajeva ·
2012: Jennifer Suhr ·
2016: Ekaterini Stefanidi ·
2020: Katie Nageotte ·
2024: Nina Kennedy
1999 Stacy Dragila · 
2001 Stacy Dragila · 
2003 Svetlana Feofanova · 
2005 Jelena Isinbajeva ·
2007 Jelena Isinbajeva ·
2009 Anna Rogowska ·
2011 Fabiana Murer ·
2013 Jelena Isinbajeva ·
2015 Yarisley Silva ·
2017 Ekaterini Stefanidi ·
2019 Anzjelika Sidorova ·
2022 Katie Nageotte ·
2023 Nina Kennedy & Katie Moon